# راشکلف
راشکلف (به انگلیسی: Rushcliffe) یک منطقهٔ مسکونی در بریتانیا است که در ناتینگهام‌شر واقع شده‌است.